# Baron Vaux of Harrowden

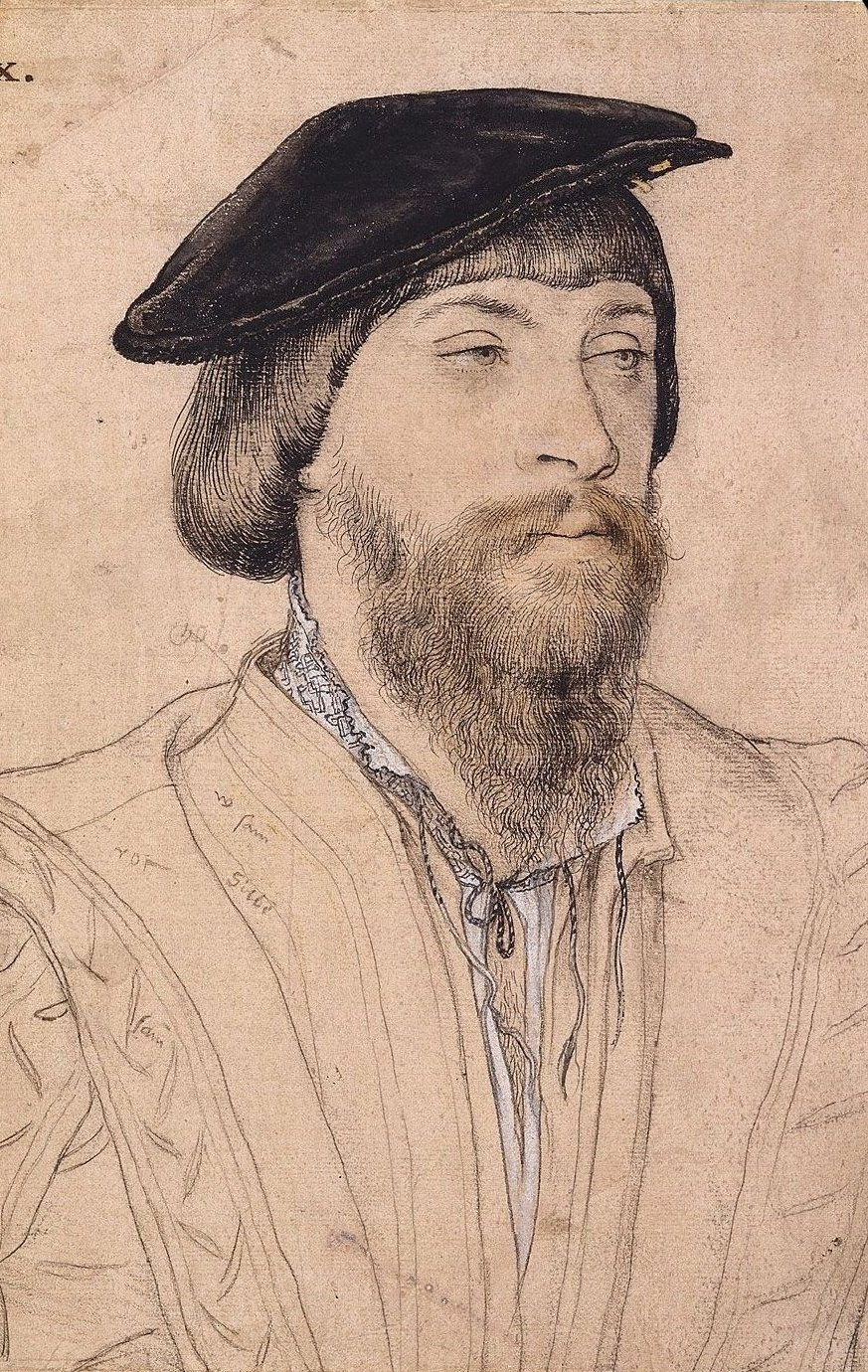
Thomas Vaux, 2. Baron Vaux of Harrowden

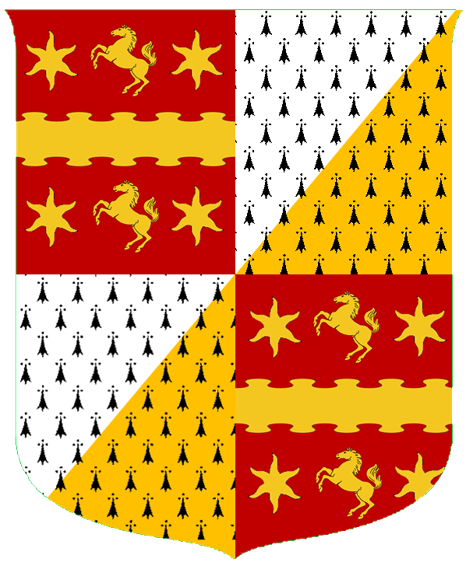
Heutiges Wappen der Barone Vaux of Harrowden

Baron Vaux of Harrowden ist ein erblicher britischer Adelstitel in der Peerage of England.

## Verleihung und Geschichte des Titels
Die Baronie wurde am 27. April 1523 für Sir Nicolas Vaux aus Harrowden in Northamptonshire geschaffen, indem dieser durch Writ of Summons ins House of Lords berufen wurde. Vaux diente den englischen Tudor-Königen als Truppenführer und Berater. 
Beim Tod des 5. Barons am 26. September 1663 fiel der Titel in Abeyance zwischen dessen Schwester Joyce Vaux und den Nachkommen von dessen bereits verstorbenen Schwestern Mary Symeon und Catherine Nevill.
Die Abeyance wurde erst nach 175 Jahren auf Antrag von George Charles Mostyn, einem Ur-ur-ur-urenkel der Mary Symeon, zu dessen Gunsten als 6. Baron beendet. Die Rechtsnatur der Baronie war bis dahin ungeklärt. Obwohl sich in den Archiven kein Letters Patent hatte finden lassen, wurde zunächst allgemein angenommen, es habe sich bei der Schaffung der Baronie um eine Barony by letters patent gehandelt, die nur in männlicher Linie erblich und deshalb 1663 erloschen sei. 1838 entschied das Committee for Privileges and Conduct des House of Lords, dass die Baronie eine Barony by writ sei, woraufhin die Krone die Baronie am 12. März 1838 restituierte. 
Beim Tod von dessen Sohn, dem 7. Baron, am 25. Oktober 1935 fiel der Titel in Abeyance zwischen dessen drei Töchtern. Diese wurde am 8. Juli 1938 zugunsten der ältesten von ihnen als 8. Baroness beendet.

## Liste der Barone Vaux of Harrowden (1523)
- Nicolas Vaux, 1. Baron Vaux of Harrowden (um 1460–1523)
- Thomas Vaux, 2. Baron Vaux of Harrowden (1509–1556)
- William Vaux, 3. Baron Vaux of Harrowden (1535–1595)
- Edward Vaux, 4. Baron Vaux of Harrowden (1588–1661)
- Henry Vaux, 5. Baron Vaux of Harrowden (1591–1663) (Titel abeyant 1663)
- George Mostyn, 6. Baron Vaux of Harrowden (1804–1883) (Abeyance beendet 1838)
- Hubert Mostyn, 7. Baron Vaux of Harrowden (1860–1935) (Titel abeyant 1935)
- Grace Gilbey, 8. Baroness Vaux of Harrowden (1887–1958) (Abeyance beendet 1938)
- Peter Gilbey, 9. Baron Vaux of Harrowden (1914–1977)
- John Gilbey, 10. Baron Vaux of Harrowden (1915–2002)
- Anthony Gilbey, 11. Baron Vaux of Harrowden (1940–2014)
- Richard Gilbey, 12. Baron Vaux of Harrowden (* 1965)

Titelerbe (Heir Apparent) ist der Sohn des aktuellen Titelinhabers, Hon. Alexander Gilbey (* 2000).